# Сезон атлантичних ураганів 2019 року

## Імена штормів
Наступний перелік імен, який використовується для названих штормів знову в сезоні 2025 року. Це той самий список, який було використано в сезоні 2013 року, за винятком назви Імелда, яка замінила Інгрід. Імена Імелда та Нестор вперше були використані цього року. Ім'я Нестор замінило Ноеля після 2007 року, але не використовувалося в 2013 році.
| - Андреа - Баррі - Шанталь - Доріан - Ерін - Фернанд - Габріель | - Умберто - Імельда - Джеррі - Карен - Лоренцо - Мелісса - Нестор | - Ольга - Пабло - Ребекка - Себастіан - Таня - Ван - Венді |